# Mistrzostwa Europy w Łyżwiarstwie Szybkim w Wieloboju 1899
9. mistrzostwa Europy w łyżwiarstwie szybkim w wieloboju odbyły się w dniach 16–17 stycznia 1899 roku w Davos (Szwajcaria). W zawodach brali udział tylko mężczyźni. Zawodnicy startowali na czterech dystansach: 500 m, 1500 m, 5000 m i 10000 m. Złoto zdobył Norweg Peder Østlund. Miejsca pozostałych zawodników są nieoficjalne.

## Uczestnicy
W zawodach wzięło udział 6 łyżwiarzy z 5 krajów. Sklasyfikowanych zostało 4.
| Państwa biorące udział w mistrzostwach | Państwa biorące udział w mistrzostwach | Państwa biorące udział w mistrzostwach | Państwa biorące udział w mistrzostwach | Państwa biorące udział w mistrzostwach |
| -------------------------------------- | -------------------------------------- | -------------------------------------- | -------------------------------------- | -------------------------------------- |
| Cesarstwo Niemieckie                   | Holandia                               | Imperium Rosyjskie                     | Unia szwedzko-norweska                 | Wielka Brytania                        |

## Wyniki
- DNS – nie wystartował, DNF – nie ukończył, f – wywrócił się

| Pozycja | Zawodnik            | Kraj                   | 500 m        | Pkt.   | 5000 m      | Pkt.   | 1500 m      | Pkt.   | 10000 m      | Pkt.   | Suma pkt. |
| ------- | ------------------- | ---------------------- | ------------ | ------ | ----------- | ------ | ----------- | ------ | ------------ | ------ | --------- |
| 01 !    | Peder Østlund       | Unia szwedzko-norweska | 47.4 (1.)    | 47.400 | 9:02.6 (1.) | 54.260 | 2:27.8 (1.) | 49.266 | 18:38.2 (1.) | 55.910 | 206.837   |
| (2.)    | Gustaf Estlander    | Imperium Rosyjskie     | 49.4 (3.)    | 49.400 | 9:26.8 (2.) | 56.680 | 2:38.8 (2.) | 52.933 | 19:32.4 (3.) | 58.620 | 217.633   |
| (3.)    | Jan Greve           | Holandia               | 52.4 (4.)    | 52.400 | 9:32.2 (3.) | 57.220 | 2:41.4 (4.) | 53.800 | 19:27.8 (2.) | 58.390 | 221.810   |
| (4.)    | Charles Edgington   | Wielka Brytania        | 1:02.6f (6.) | 62.600 | 9:52.6 (5.) | 59.260 | 2:49.4 (5.) | 56.466 | 20:32.8 (4.) | 61.640 | 239.967   |
| DNS     | Eduard Wollenweider | Imperium Rosyjskie     | 52.8f (5.)   | 52.800 | 9:51.4 (4.) | 59.140 | 2:40.2 (3.) | 53.400 | DNS          | 99 !   | 165.340   |
| DNF     | Julius Seyler       | Cesarstwo Niemieckie   | 48.6 (2.)    | 48.600 | DNF         | 99 !   | 9:59.9 !    | 99 !   | 99:59.9 !    | 99 !   | 48.600    |